# Джим Чёрт
Джим Чёрт (чеш. Jim Čert), настоящее имя Франтишек Горачек (чеш. František Horáček; род. 25 февраля 1956, Прага) — чешский музыкант, аккордеонист. Автор и исполнитель песен, основанных на восточно-славянском фольклоре и текстах Эдуарда Шторха, Богуслава Рейнека, Андрея Станковича (Andrej Stankovič) и Джона Р. Р. Толкина (в переводе Stanislava Pošustová), а также песенных пародий.

## Биография
Родился 25 февраля 1956 года в Праге.
В 1989 отправился в европейское турне: Франция, Германия, Швейцария, Австрия, Италия, Словения.
В 1991 уехал в США, выступал на фестивалях. В Калифорнии вместе с Erno Šedivý создал хардкор-группу Life After Life и отправился в европейское турне: Германия, Голландия, Бельгия, Франция, Чехия.
В настоящее время живёт в Праге, выступает с сольными концертами в барах и клубах.
Женат, имеет четырёх детей.

## Дискография
- 2006 — Karneval mrtvol
- 1998 — Písně Středozemě
- 1997 — Poutník z Transporty
- 1995 — Life After Life
- 1992 — Světlu vstříc